# Imperador do Ipiranga
A Sociedade Escola de Samba Imperador do Ipiranga é uma escola de samba brasileira, com sede na cidade de São Paulo.
Tem este nome em homenagem a Dom Pedro I, o imperador que declarou a Independência do Brasil em relação a Portugal no que é hoje o bairro do Ipiranga, que fica no mesmo distrito que a Vila Carioca, onde a escola é sediada.

## História
A Imperador do Ipiranga foi fundada em 1968, por moradores do então subdistrito de Heliópolis, da Vila Carioca e da Vila Independência, permanecendo por muito tempo como um departamento da Sociedade Amigos das Vilas, mas depois separou-se, passando a ter estatuto próprio. Seu fundador, Laerte Toporcov, embora com posição contrária dos dirigentes mais idosos, tinha como objetivo dar lazer às crianças pobres da favela que existia na Rua Campante e chamar a atenção das autoridades para as terríveis enchentes no bairro.
Na primeira apresentação da escola, tiveram a ideia de fazer um desfile carnavalesco de protesto com carros alegóricos imitando barcos. A ideia deu certo e o desfile foi um sucesso, com muitos carros alegóricos e a participação de várias crianças pelas ruas da região.
Em 2009, a escola do Ipiranga trouxe Adriana Lessa como madrinha de bateria e teve como enredo A fé em São Jorge Guerreiro contra os dragões da maldade, voltando para o Grupo Especial, em 2010.
Em 2010, de volta ao Grupo Especial, a escola apresentou o enredo "Medicina, da antiguidade à tecnologia, a arte de salvar vidas", terminado em 13º lugar e retornando ao Grupo de Acesso.
Em 2011, a Imperador levou para o Sambódromo a história dos carnavais, tentando retornar para o Grupo Especial, mas conseguiu apenas o 4° lugar.
Em 2012, o Carnaval foi assinado pelo carnavalesco Armando Barbosa, que em 2011 conseguiu o acesso com a escola Camisa Verde e Branco. A partir de 2014, Adriano Barbosa assume a direção geral de Harmonia da escola.
Depois de obter o 7° lugar em 2012, 2013 e 2015, o 6° em 2014 e o 5° lugar em 2016, a Imperador anunciou para 2017 a reedição do enredo "Ipiranga, Berço Esplêndido de Um Povo Heroico", originalmente apresentado em 2004. Para este desenvolvimento, a escola contratou o carnavalesco Mauro Xuxa, vice-campeão pela Tatuapé. Na apuração, obteve o sétimo lugar. Em 2018, com um enredo sobre a solidariedade, a Imperador acabou rebaixada para o Grupo de Acesso 2 com o oitavo lugar.

## Segmentos

### Presidentes
| Nome                                     | Mandato                    | Ref.  |
| ---------------------------------------- | -------------------------- | ----- |
| Laerte Toporcov                          | 1968 - 1993                |       |
| Atecílio Henrique Fernandes Filho "Bira" | 1993 - 1997                |       |
| Francisco Ursulino de Alcântara          | 1997 - 2001                |       |
| Antônio Carlos Pedro                     | 2001 - 2003                |       |
| Adelmo Pereira da Silva                  | 2003 - 2004                |       |
| Darlan de Lima                           | 2004 - 2005                |       |
| Carlos Lima Porfírio                     | 2005 - 2009                |       |
| Jamil Pedro                              | 2009 - 2010                |       |
| Eduardo de Lukas                         | maio de 2010-abril de 2014 |       |
| Carequinha                               | 2014                       | [ 3 ] |
| Eduardo de Lukas                         | 2014 - 2018                | [ 4 ] |
| Leda do Carmo                            | 2018 - 2020                | [ 5 ] |
| Rodrigo Martins Souto                    | 2020 - atualidade          |       |

### Intérpretes
| Carnavais | Intérprete oficial              | Ref. |
| --------- | ------------------------------- | ---- |
| 1979      | Criolé                          |      |
| 1980      | Cláudio                         |      |
| 1981      | Rubão do Ipiranga               |      |
| 1982      | Carlão                          |      |
| 1983      | Vino Pequeno Polegar            |      |
| 1985      | Paulo Borges                    |      |
| 1986      | Márcia Ynaiá                    |      |
| 1987      | Nelson Dalla Rosa e Juninho     |      |
| 1988      | Amaro Nunes                     |      |
| 1993-1998 | Serginho KT                     |      |
| 1999      | Serginho KT e Maninho           |      |
| 2000-2005 | Moisés Santiago                 |      |
| 2006-2008 | Serginho KT                     |      |
| 2009-2010 | Moisés Santiago                 |      |
| 2011-2012 | Adeilton Almeida                |      |
| 2013-2014 | Evandro Malandro                |      |
| 2015-2016 | Fernandinho SP                  |      |
| 2017      | Adeilton Almeida                |      |
| 2018      | Juninho Berin e Rodrigo Atração |      |
| 2019-2025 | Rodrigo Atração                 |      |
| 2026      | Helber Medeiros                 |      |

### Diretores
| Período    | Diretor de Carnaval        | Diretor geral de harmonia   | Mestre de bateria | Ref.        |
| ---------- | -------------------------- | --------------------------- | ----------------- | ----------- |
| 2011       | Comissão de Carnaval       | Vagner E. Siqueira "Guinê"  | Mestre Dentinho   |             |
| 2012       | Vagner E. Siqueira "Guinê" | Vagner E. Siqueira "Guinê"  | Mestre Dentinho   |             |
| 2013       | Vagner E. Siqueira "Guinê" | Alessandro T. Costa "China" | Mestre Dentinho   |             |
| 2014       | Vagner E. Siqueira "Guinê" | Adriano Barbosa             | Tornado           |             |
| 2015       | Fábio Gouveia              | Thiago "Chup"               | Clayton Tornado   | [ 6 ] [ 7 ] |
| 2016       | Comissão de Carnaval       | Ulisses Ozzetti             | Ninão             |             |
| 2017-2018  | Comissão de Carnaval       | Comissão de Carnaval        | Vitor Velloso     | [ 4 ]       |
| 2019-      | Márcio Telles              | Tiago Chup                  | Vitor Velloso     |             |
| 2025-atual | Rapha                      | Thiago Chup                 | Fuskão            |             |

### Coreógrafos
| Período    | Nome          | Ref.  |
| ---------- | ------------- | ----- |
| 2015-2016  | Eliana Bel    | [ 7 ] |
| 2017       | Aysla Martins | [ 4 ] |
| 2025-atual | Diego Costa   |       |

### Casal de Mestre-sala e Porta-bandeira
| Período   | Nome                                  | Ref.  |
| --------- | ------------------------------------- | ----- |
| 2002      | Jocimar Martins e Fernanda Sorriso    |       |
| 2003      | Jocimar Martins e Daniela Motta       |       |
| 2004      | Jocimar Martins e Talita              |       |
| 2005      | Jocimar Martins e Daniela Motta       |       |
| 2006-2009 | Fabinho e Edna Guimaraes              |       |
| 2010      | José Roberto e Simone Alcântara       |       |
| 2011      | José Roberto e Angélica Paiva         |       |
| 2012      | José Roberto e Suellen Amann          |       |
| 2013      | José Roberto e Daniela Motta          |       |
| 2014      | José Roberto e Suellen Amann          |       |
| 2015      | Fabiano Dourado e Suellen Amann       | [ 7 ] |
| 2016-2018 | Junior Carraro e Suellen Amann        | [ 4 ] |
| 2019      | Lucas Rodrigues e Verônica Nascimento |       |
| 2020      | Leandro Lopes e Mari Silva            | [ 8 ] |
| 2021      | Vitor Barbosa e Mari Silva            |       |
| 2024-2025 | Alex Malbec e Naomy Pires             |       |
| 2026      | Matheus Nogueira e Laís Andrade       |       |

### Corte de Bateria
| Período   | Rainha            | Madrinha        | Musa            | Diva               | Princesa      | Ref.                 |
| --------- | ----------------- | --------------- | --------------- | ------------------ | ------------- | -------------------- |
| 2006      | Cris Cuozzo       | Michelly Pettri | Monique Dias    |                    |               |                      |
| 2007      | Cris Cuozzo       | Michelly Pettri | Elaine Silva    |                    |               | [ 9 ] [ 10 ] [ 11 ]  |
| 2008      |                   | Luísa Mell      |                 |                    |               | [ 12 ] [ 13 ]        |
| 2009      |                   | Adriana Lessa   |                 |                    |               | [ 14 ]               |
| 2010      | Patrícia Cruz     | Adriana Lessa   | Solange Gomes   |                    |               | [ 14 ] [ 15 ] [ 16 ] |
| 2011      | Ana Lúcia Aguiar  | Adriana Lessa   | Adriana Ferrari |                    |               | [ 17 ] [ 18 ]        |
| 2012      | Reneé de Oliveira | Sueli Sena      |                 |                    |               |                      |
| 2013      | Khawany Oliveira  |                 |                 |                    |               | [ 19 ]               |
| 2014      | Yasmine Tainá     | Fabi Frota      | Elaine Silva    | Maísa Magalhães    |               | [ 20 ] [ 21 ] [ 22 ] |
| 2015      | Samara Carneiro   | Maísa Magalhães | Cris Cuozzo     |                    |               | [ 7 ]                |
| 2016      | Samara Carneiro   | Cris Cuozzo     | Márcia Andrade  | Alessandra Batista | Jessica Bueno |                      |
| 2017      | Viviane Rodrigues |                 |                 |                    | Jessica Bueno |                      |
| 2018      | Jessica Bueno     | Silvia Waszak   |                 |                    |               | [ 23 ]               |
| 2019-2020 | Gabriela Lélis    |                 |                 |                    |               | [ 24 ]               |
| 2022-     | Celly Opará       | Rhawane Izidoro |                 |                    |               | [ 25 ]               |

## Carnavais
| Ano  | Colocação | Grupo | Enredo | Carnavalesco | Ref.            |                 |
| ---- | --- | --- | --- | --- | --------------- | --------------- |
| 1970 | 3º lugar | 1-UESP | Revivendo a Infância | Laerte Toporcov |                 |                 |
| 1971 | Campeã | 1-UESP | O Jangadeiro | Laerte Toporcov |                 |                 |
| 1972 | Campeã | Acesso | Brincando na Passarela | Laerte Toporcov |                 |                 |
| 1973 | 5º lugar | Especial | Asas ao Homem, Glórias ao Brasil | Laerte Toporcov, Maria da Penha e Marlene Scheppa                                                                      |                 |                 |
| 1974 | Desclassificada | Desclassificada | Desclassificada | Desclassificada | Desclassificada | Desclassificada |
| 1975 | Não desfilou | Não desfilou | Não desfilou | Não desfilou | Não desfilou    | Não desfilou    |
| 1976 | 7º lugar | 1-UESP | A Grande Convenção de Itu | Laerte Toporcov e Maria Aparecida Urbano                                                                               |                 |                 |
| 1977 | Campeã | 1-UESP | Chico Rei, a Epopeia de um Escravo | Antônio Carlos dos Santos                                                                                              |                 |                 |
| 1978 | Vice-campeã | Acesso | Da África ao Brasil-Zambi, o Criador do Mundo | Laerte Toporcov, Marlene Scheppa e Nelson Peche                                                                        |                 |                 |
| 1979 | 10º lugar | Especial | Homenagem em Forma de Samba - Sílvio Santos | Laerte Toporcov |                 |                 |
| 1980 | 7º lugar | Especial | Eternas Melodias ou Carnaval de Ontem | Comissão de Carnaval                                                                                                   |                 |                 |
| 1981 | 7º lugar | Especial | Acaiaca-A Sacerdotisa do Sol | Derly Marques |                 |                 |
| 1982 | 8º lugar | Especial | Era Uma Vez...no País da Felicidade | Maria Aparecida Urbano                                                                                                 |                 |                 |
| 1983 | 9º lugar | Especial | Ymembuy | Laerte Toporcov |                 |                 |
| 1984 | Campeã | Acesso | Sapucaia Roca-Cidade Encantada | Eloy Velamis |                 |                 |
| 1985 | 8º lugar | Especial | Que Rei Sou Eu? | Eloy Velamis |                 |                 |
| 1986 | 7º lugar | Especial | Festa Para uma Rainha Negra | Augusto César de Oliveira                                                                                              |                 |                 |
| 1987 | 7º lugar | Especial | Do Pé no Chão ao Esplendor | José Maria Zolesi |                 |                 |
| 1988 | 11º lugar | Especial | Sonha Brasil | José Maria Zolesi |                 |                 |
| 1989 | 6º lugar | Acesso | Brincando o Sete | Hugo Bispo |                 |                 |
| 1990 | 7º lugar | Acesso | Extra! Extra! Deu no Jornal | Comissão de Carnaval                                                                                                   |                 |                 |
| 1991 | 3º lugar | Acesso | O Paraíso Odarahuere ( Comp: Plínio Do Cavaco e Shermam) | Lia Picci |                 |                 |
| 1992 | Campeã | Acesso | Tia Ciata | Dirceu Zungalo |                 |                 |
| 1993 | 10º lugar | Especial | Assombrações em Noite de Gala | Hugo Bispo |                 |                 |
| 1994 | Vice-campeã | Acesso | Aplausos | Joãozinho da Imperador                                                                                                 |                 |                 |
| 1995 | 10º lugar | Especial | A Alegria Está No Ar | Valter Dias da Silva                                                                                                   |                 |                 |
| 1996 | 6º lugar | Acesso | Muito Cacique Sem Curso de Índio | Lia Picci |                 |                 |
| 1997 | 5º lugar | Acesso | Parabéns a você | Vânia da Silva |                 |                 |
| 1998 | Vice-campeã | Acesso | Sete, o Enigma | Pero Luiz Pinotti |                 |                 |
| 1999 | 11º lugar | Especial | Canto da Terra | Pedro Luiz Pinotti |                 |                 |
| 2000 | 8º lugar | Especial | Imperador na República Velha | Pedro Luiz Pinotti |                 |                 |
| 2001 | 14º lugar | Especial | Sonhando, Brincando e Sambando. Toda Criança tem um Brinquedo no Coração | Amarildo de Mello |                 |                 |
| 2002 | 4º lugar | Acesso | Um Canto de Amor a Negra Mulher | André Machado |                 |                 |
| 2003 | Vice-campeã | Acesso | Sorria! O Imperador da Alegria Chegou! | André Machado |                 |                 |
| 2004 | 13º lugar | Especial | Ipiranga, Berço Esplêndido de um Povo Heróico | André Machado |                 |                 |
| 2005 | 15º lugar | Especial | México - Uma Viagem Introdutória ao Paraíso dos Deuses! | André Machado |                 |                 |
| 2006 | Campeã | Acesso | O sertão não virou mar, virou pomar | Vaniria Nejelschi |                 |                 |
| 2007 | 14º lugar | Especial | Siderurgia Forte Constrói um Mundo de Aço Compositores:Cidinho Melodia, Renato Pulga, Beto Careca, Chico T., Beto Barril e Sidne | Anselmo Brito e Carlos Negri                                                                                           | [ 2 ]           |                 |
| 2008 | 4º lugar | Acesso | A salvação do planeta é o bicho | Anselmo Brito |                 |                 |
| 2009 | Vice-campeã | Acesso | A comunidade na fé em São Jorge Guerreiro contra os Dragões da Maldade | Anselmo Brito |                 |                 |
| 2010 | 13º lugar | Especial | Da Antiguidade a Tecnologia: Medicina, A Nobre Arte de Salvar Vidas | Anselmo Brito |                 |                 |
| 2011 | 4° lugar | Acesso | Na arte e na fantasia, no esplendor de um “Bal Masqué”, só quem é Arlequim, Pierrô e Colombina saberá entender | Marcello Portella |                 |                 |
| 2012 | 7º lugar | Acesso | Tente alcançar a lua, que no mínimo alcançará as estrelas | Armando Barbosa |                 |                 |
| 2013 | 7º lugar | Acesso | Ouviram do Ipiranga... Um grito de esperança | Armando Barbosa |                 |                 |
| 2014 | 6º lugar | Acesso | Os quatro deuses encantados sob as bênçãos de São Caetano do Sul | Fernando Dias |                 |                 |
| 2015 | 7º lugar | Acesso | Oxente! Cabra da Peste. A Imperador chegou para coroar a nação do Nordeste | Fernando Dias | [ 7 ] [ 26 ]    |                 |
| 2016 | 5º lugar | Acesso | "A Imperador reluz esperança com... Don Quixote De la Mancha" | Fábio Gouveia |                 |                 |
| 2017 | 7° lugar | Acesso | "Ipiranga, berço esplêndido de um povo heróico" (Reedição do carnaval de 2004) (Compositores: Batuta e Dall'Acqua Neto). | Mauro Xuxa | [ 27 ]          |                 |
| 2018 | 8° lugar | Acesso 1 | "Solidariedade. A explícita magia de sonhar, amar e viver, em prol do bem" (Compositores: Max, Grandão, Fadico, Totonho, Joadil Jr, Dudu e Luciano Costa)                                                                                 | Eduardo Caetano Enredista: Ronny Potolski                                                                              | [ 4 ]           |                 |
| 2019 | 5º lugar | Acesso 2 | "Orun Aiyê e o mensageiro do mundo!" (Compositores: Flavinho Junior, Acerola de Angola, Lucas Donato, Marcos Vinícius, Biel, Luiz Jacaré, Renan Takacs, Carlos Castro, Maurício Oliveira, Rapha Maslionis e Pedro Carmo)                  | Fábio Gouveia | [ 28 ]          |                 |
| 2020 | 8º lugar | Acesso 2 | "Makeda - A saga da Rainha de Sabá e o trono dos dois mundos" (Compositores: Sukata, Thiago Morganti, Jairo Roizen, Rodrigo Atração, André Valêncio, Cláudio Mattos, Luan e Meiners)                                                      | Willian Pereira | [ 29 ]          |                 |
| 2021 | Inicialmente adiados para o mês de julho, os desfiles do Carnaval 2021 foram cancelados devido a pandemia de Covid-19. | Inicialmente adiados para o mês de julho, os desfiles do Carnaval 2021 foram cancelados devido a pandemia de Covid-19. | Inicialmente adiados para o mês de julho, os desfiles do Carnaval 2021 foram cancelados devido a pandemia de Covid-19. | Inicialmente adiados para o mês de julho, os desfiles do Carnaval 2021 foram cancelados devido a pandemia de Covid-19. | [ 30 ]          |                 |
| 2022 | 8º lugar | Acesso 2 | "Imperador e Nações Unidas: Semeando amor para colher felicidade" (Compositores: Xandinho Nocera, Nando do Cavaco, Tuca Maia, André Filosofia, Leandro Bata’s, Diley Machado, Leandrinho LV, Nellipe Costa, Alcides Jr. e Ronny Potolski) | Ivan Pereira | [ 31 ] [ 32 ]   |                 |
| 2023 | 6º lugar | Acesso 2 | "Gratidão, fé e amor... Vem, sou Imperador!" | Ivan Pereira | [ 33 ]          |                 |
| 2024 | 4º lugar | Acesso 2 | "Desperte a criança que há dentro de você" (Compositores: Xandinho Nocera, Nando do Cavaco, Fredy Vianna, Rodrigo Atração, Edson Liz, André Filosofia, Thiago SP e Ronny Potolski)                                                        | Comissão de Carnaval                                                                                                   | [ 34 ] [ 35 ]   |                 |
| 2025 | 7° lugar | Acesso 2 | "Abrakadabra" | Comissão de Carnaval                                                                                                   |                 |                 |
| 2026 | | Acesso 2 | Berijóó, Inopí Doum | Romulo Souza |                 |                 |

- Commons

## Títulos
| Grupo de Acesso | 1972, 1984, 1992, 2006 |
| Grupo 1 da UESP | 1971, 1977             |